# 茨城県道120号上新田木原線

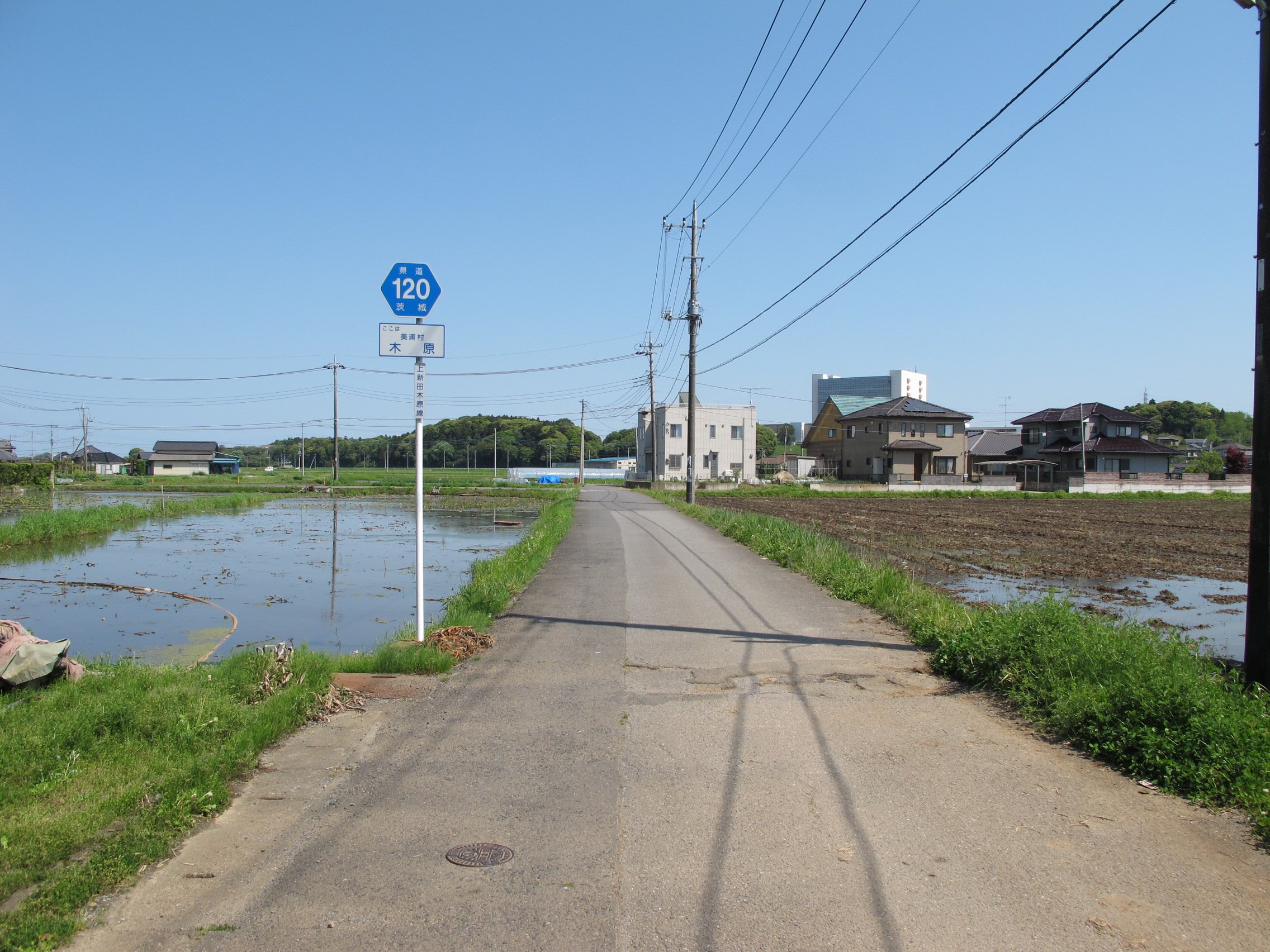
茨城県道120号上新田木原線（旧道）
美浦村木原（2012年5月）

茨城県道120号上新田木原線（いばらきけんどう120ごう うわしんでんきはらせん）は、茨城県稲敷郡美浦村大字大山から同村大字木原に至る一般県道である。

## 概要
美浦村内の大山字上新田と木原（茨城県道68号美浦栄線交点）を霞ヶ浦湖岸沿いに東西に結ぶ幹線道路である。大山側から大須賀津までの大部分の区間は、道路拡幅やバイパス道を新設する等の道路改良済みであるが、美浦村木原地内では狭隘な旧道が残されている。

### 路線データ
- 起点：茨城県稲敷郡美浦村大山2053番5地先[1]
- 終点：茨城県稲敷郡美浦村大字木原字上宿515番1地先（茨城県道68号美浦栄線交点）[2][3]
- 総延長：9.380 km[4]
- 重用延長：0.099 km[4]
- 未供用延長：なし[4]
- 実延長：9.281 km[4]
- 自動車交通不能区間延長[注釈 1]：なし[4]
- 幅員：10 m（車道部6.0 m/2車線）[5]

## 歴史
1959年（昭和34年）10月14日、新たな県道として稲敷郡美浦村字上新田を起点とし、稲敷郡美浦村字木原を終点とする区間を本路線として茨城県が県道路線認定した。1995年（平成7年）に整理番号120に変更されて現在に至る。

### 年表
- 1931年（昭和6年）9月1日：上新田江戸崎線が路線認定される。
- 1944年（昭和19年）6月14日：大山木原線が路線認定される。
- 1959年（昭和34年）10月14日
  - 上新田江戸崎線と大山木原線が合併し、現在の路線で路線認定される（図面対象番号69）[6]。
  - 道路の区域は、稲敷郡美浦村字上新田から同郡同村大字木原の二級国道佐原熊ケ谷線（現在の国道125号）交点[注釈 2]までと決定された[2]。
- 1970年（昭和45年）4月27日：稲敷郡美浦村大字牛込地内の狭隘道路（最少幅員3.2 m）を改築供用開始[7]。
- 1981年（昭和56年）5月14日：美浦村大字牛込 - 同村大字大塚の狭隘路を拡幅改良するバイパス道路（2.206 km）を新設する道路区域指定[8]。
- 1993年（平成5年）
  - 1月14日：路線を南側に延伸して美浦村大字大山字大輪 - 大字大山字作鍬の延伸区間（延長430 m）を道路区域に編入、供用開始する[1]。
  - 8月9日：美浦村大字大塚 - 大字木原までバイパスを延伸する道路区域（1.366 km）が決定する[9]。
  - 10月25日：美浦村大字牛込 - 大字大須賀津のバイパス道路（約2.1 km）が開通[10]。
- 1995年（平成7年）
  - 3月30日：整理番号131から現在の番号（整理番号120）に変更される[11]。
  - 6月29日：美浦村大字馬掛地内において、旧道の一部（200 m）が県営馬掛土地改良区に編入指定解除される[12]。
- 1997年（平成9年）4月3日：美浦ロードパークを新設[13]。
- 2001年（平成13年）8月29日：美浦村大字大須賀津 - 大字木原のバイパスの一部区間（約1.1 km）が開通[14]。
- 2005年（平成17年）4月25日：美浦村大字木原地区の新規バイパス道の道路区域（延長1.58 km）が決定される[15]。
- 2014年（平成26年）2月19日：美浦村大字木原地区の新規バイパスの一部区間（約520 m）が開通し、同区間の一時分断が解消される[16]。
- 2018年（平成30年）
  - 1月25日：バイパス供用に伴い、美浦村大字牛込 - 同村大字木原の旧道（3.674 km）を移管により県道指定解除[17]。
  - 2月28日：稲敷郡美浦村大字木原字大舟渡地内の新道（バイパス）の一部（250 m）を供用開始[18]。
- 2021年（令和3年）3月29日：稲敷郡美浦村大字木原字大舟戸、同村大字木原字浜 - 同字渡戸の新道の一部を供用開始[19]。
- 2023年（令和5年）3月27日：稲敷郡美浦村大字木原字渡戸のバイパスの一部を供用開始[20]。
- 2024年（令和6年）
  - 2月21日：稲敷郡美浦村大字木原字舟戸 - 木原字浜（県道223号交点）のバイパスが開通[21]。
  - 8月1日：国道125号旧道の移管に伴い、稲敷郡美浦村大字木原字渡戸（美浦木原郵便局前） - 同村大字木原字上宿（終点、茨城県道68号交点）の376 m区間を編入[3]。

## 路線状況
美浦村木原地内は、道路幅員が狭く歩道が未整備なうえ、屈曲箇所が多いため見通しが悪い。このため、安全性と利便性の向上を図るため、2003年（平成15年）よりバイパス道路の整備が進められている。
道路法の規定に基づき、稲敷郡美浦村大山（美浦村道交差） - 同（一般県道大山江戸崎線交差）間は、緊急輸送道路として機能を維持するため、災害発生時の被害拡大防止を目的に道路用地内に電柱を建てることが制限されている。

### バイパス
- 上新田木原線バイパス
美浦村木原地内で計画延長1.6 km、幅員10 m（車道部6.0 m/2車線）のバイパス道路。東端の都市計画道路大須賀津・郷中線から続く道路の整備が進められ、2014年に不通区間だった520 mを供用した。残存区間は、旧道よりも北側の霞ヶ浦寄りを大きく迂回して、土浦方面へ向かう国道125号旧道（移管により、現在は県道120号）に接続されており、2018年2月に250 m区間を部分開通[5]、2024年2月に残りの区間が開通した。

### 道路施設
- 美浦ロードパーク（美浦村根本）

## 地理

### 通過する自治体
- 稲敷郡美浦村

### 交差する道路
- 茨城県道122号大山江戸崎線（稲敷郡美浦村大字大山）
- 茨城県道223号渡戸木原線（稲敷郡美浦村大字木原）
- 茨城県道68号美浦栄線（終点：稲敷郡美浦村大字木原）

### 周辺
- 霞ヶ浦
- 大山湖畔公園（美浦村大字大山）
- おかだいらゴルフリンクス（郡美浦村大字大山）
- 日本テキサスインスツルメンツ美浦工場
- 吉田廣記念館（美浦村大字木原）
- 浜公民館（美浦村大字木原）
- 美浦木原郵便局（美浦村大字木原）